# Eulepethus hamifer
Eulepethus hamifer är en ringmaskart som först beskrevs av Grube 1875.  Eulepethus hamifer ingår i släktet Eulepethus och familjen Eulepethidae. Inga underarter finns listade i Catalogue of Life.